# Bożówka
Bożówka is een plaats in het Poolse district  Kozienicki, woiwodschap Mazovië. De plaats maakt deel uit van de gemeente Magnuszew en telt 70 inwoners.